# Alexander Maximilian Seitz
 Der er flere personer med dette navn, se Alexander Seitz.

Alexander Maximilian Seitz (født 1811 i München, død 18. april 1888 i Rom) var en tysk maler. Han var far til Ludwig Seitz, bror til Franz von Seitz og farbror til Rudolf von Seitz.
Seitz, der var elev af Cornelius, gjorde lykke med Josef solgt af brødrene (1839) og nogle fresker efter Hess til Allerheiligenkirche i München, tog fra 1835 ophold i Rom og kom her under Overbecks indflydelse. Af Seitz' værker, der har den nazarenske skoles præg, fremhæves: Den fortabte søns hjemkomst (Santissima Trinità dei Monti, Rom), De fem kloge og de fem dårlige jomfruer (sammesteds), Mater amabilis og Katharina af Alexandria båren af engle over havet.